# حوزه انتخابیه چهارم میزوری
حوزه انتخابیه چهارم میزوری یک حوزه انتخابیه مجلس نمایندگان آمریکا است که در ایالت میزوری قرار دارد.